# بورش ماكان
بورش ماكان هي سيارة رياضية فاخرة من فئة أس يو في متوسطة الحجم من الصانع الألماني بورشه ظهرت للمرة الأولى في العالم ضمن فعاليات معرض لوس أنجلوس للسيارات عام 2013. تتوفر السيارة بثلاث فئات، هي: ماكان أس المزودة بمحرك من ست أسطوانات بشكل حرف بسعة 3 ليترات بقوة 340 حصاناً، تؤمن التسارع من صفر إلى مئة كلم/س في خلال 5٬4 ثوانٍ، وماكان توربوالمزودة بمحرك من ست أسطوانات بشكل حرف بسعة 3.6 ليترات بقوة 400 حصان ليصل تسارع السيارة من صفرإلى مئة كلم/س لتصل سرعتها القصوى إلى 266 كلم/س.. ليبلغ 4٬8 ثوانٍ.
زوُد كلا المحركين بشاحن توربيني مزدوج، وبنظام فاريو كام+ الذي يتحكم بعملية إدخال الهواء إلى الصمامات والإسطوانات، ليمنح المحرك استجابة سريعة تزيد من تسارع المركبة كما تم تزويد السيارة بعلبة تروس اوتوماتيكية سريعة التعشيق بسبع نسب أمامية مع قابضي فاصل ونظام دفع رباعي مستمر بتحكم إلكتروني كامل. أما المحرك الثالث هو ماكان أس ديزل المزودة بمحرك قوي بستة إسطوانات سعة 3 ليترات بقوة 258 حصاناً.
زودت سيارة ماكان بنظام بورشه لتوجيه عزم الدوران بلاس ونظام الكبح التفاضلي الأوتوماتيكيومع نظام منع انزلاق العجلات، ونظام بورشه للتحكم النشيط بمكونات أنظمة التعليق الذي يتيح ثلاث خيارات مبرمجة، هي: مريح، رياضي ورياضي بلس. تم تزويد السيارة بصابيح إضاءة من فئتي بي كزينون و-ليد كما زودت بجهاز صوتي محيطي من فئة بورماستر، ومكيف هواء عالي الفعالية.

## الاسم
كانت السيارة تعرف بإسمها الرمزي كيجن  لكن في 16 فبراير 2012 أعلنت بورشيع أن اسم السيارة سيكون ماكان. أستوحي اسم السيارة من الكلمة الإندونيسية ماكان والتي تعني النمر.